# Elisabet av Pilica
Elisabet av Pilica, i Polen kallad Elżbieta Granowska z Pileckich, född 1372, död 1420, var drottning av Polen, gift 2 maj 1417 med kung Vladislav II av Polen. Äktenskapet var ett barnlöst kärleksäktenskap och som sådant inte populärt i Polen.

## Biografi
Elisabet var dotter till vojvod Otto av Pilica och Jadwiga Melsztyńska. Hennes mor var gudmor till Vladislav II, och familjen umgicks ofta vid hovet. Hon var sin fars arvinge och ärvde stora egendomar efter hans död 1385. Hon gifte sig 1397 med adelsmannen Wincenty Granowski, som hade en rad viktiga poster. Paret fick fem barn. Hon blev änka 1410.

### Drottning
I mars 1416 avled drottningen. Kungen hade endast ett barn, en dotter, och han uppmanades att gifta om sig för att få en manlig tronarvinge. Flera prinsessor föreslogs, och det väckte allmän förvåning när kungen förklarade att han ämnade gifta sig med Elisabet av Pilica, en änka med flera barn som förmodades börja bli för gammal för att föda fler barn. Elisabet och Vladislav förmodas ha lärt känna varandra vid hovet sedan länge, eftersom hennes familj ofta hade umgåtts vid hovet. Kungens syster Alexandra av Litauen tycks ha hjälpt paret med bröllopet. Vigseln ägde rum 2 maj 1417.
Elisabets kröning dröjde på grund av motstånd från adeln, som påpekade att paret var syskon i religiöst avseende eftersom Elisabets mor var Vladislavs gudmor. Vladislav utverkade en dispens för andlig släktskap, vilket undanröjde allt tvivel på äktenskapets legitimitet. Kröningen kunde slutligen äga rum 19 november 1417. Äktenskapet väckte stort uppseende och kritiserades på grund av brudens ålder, eftersom kungen förväntades avla fler tronarvingar och Elisabet ansågs vara för gammal för att kunna få fler barn. Paret fick heller inga barn. Elisabet var en impopulär drottning bland adeln, men äktenskapet beskrivs som lyckligt, och hon följde med kungen på de ständiga resor runt Polen som hans regeringsplikter krävde. I början av 1419 insjuknade hon i vad som möjligen var tuberkulos, och kunde inte längre åtfölja maken på hans resor. Hon avled i maj 1420.